# Нано Лалов
Нано Вешев Лалов с псевдоним Райко е български партизанин и политик от Българската комунистическа партия.

## Биография
Роден е на 15 януари 1925 г. във врачанското село Струпец. През 1942 г. е изключен от гимназията и получава условна присъда. По време на Втората световна война от май 1944 г. партизанин от червенобрежки партизански отряд „Георги Бенковски“. Подсъдим е по дело № 548 от 1944 г. След 9 септември 1944 г. завършва Минен институт в СССР. Започва работа като главен механик, а впоследствие и началник на рудник в Перник. През 1965 г. е секретар на Окръжния комитет във Враца, а по-късно първи секретар на Градския комитет в Мездра. От 1973 г. е почетен гражданин на Мездра. Между 1976 и 1983 г. е първи секретар на Окръжния комитет на БКП във Враца. От 1976 до 1981 г. е кандидат-член на ЦК на БКП, а от 1981 до 1990 г. е член на ЦК на БКП.